# Piandimeleto
Piandimeleto est une commune italienne de la province de Pesaro et Urbino, dans la région Marches.
Le village fait partie du territoire historique du Montefeltro. On y trouve la Rocca dei Conti Oliva, une forteresse du XIVe siècle.

## Administration
| Période                                  | Période | Identité | Étiquette | Qualité |
| ---------------------------------------- | ------- | -------- | --------- | ------- |
|                                          |         |          |           |         |
| Les données manquantes sont à compléter. |         |          |           |         |

### Communes limitrophes
Belforte all'Isauro, Carpegna, Frontino, Lunano, Macerata Feltria, Pietrarubbia, Sant'Angelo in Vado, Sassocorvaro, Sestino, Urbino.